# Hemianemia smithii
Hemianemia smithii là một loài dương xỉ trong họ Anemiaceae. Loài này được Brade C.F. Reed mô tả khoa học đầu tiên năm 1948.